# 예루살렘의 아이히만

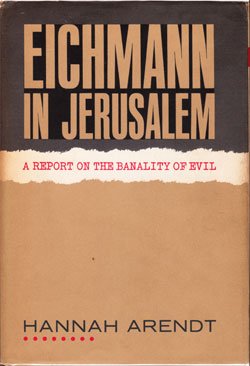

예루살렘의 아이히만(Eichmann in Jerusalem)은 한나 아렌트가 아돌프 아이히만이 예루살렘에서 이스라엘 사법부에 의해 받은 재판을 기록한 책이다. 아이히만을 설명하기 위해 악의 평범성(banality of evil)이라는 개념을 제시한 것으로 잘 알려져 있다.

## 개요
1963년에 처음 출판된 이 저서는 아렌트가 1961년 예루살렘의 지역 재판소에서 열린 전(前) 오스트리아 나치 친위대(SS) 상급돌격대지도자(Obersturmbannführer)인 아돌프 아이히만을 상대로 이루어진 소송을 계기로 쓴 것이며, 오랫동안 여러 논쟁을 불러일으켰으며, 아이히만을 설명하기 위해 악의 평범성(banality of evil)이라는 개념을 제시한 것으로 잘 알려져 있다.

## 저자
『예루살렘의 아이히만—악의 평범성에 관한 보고서』는 정치이론가인 한나 아렌트의 저서이다.

## 목차
제1장 정의의 집
제2장 피고
제3장 유대인 문제 전문가
제4장 첫 번째 해결책
제5장 두 번째 해결책
제6장 최종 해결책
제7장 반제회의, 혹은 본디오 빌라도
제8장 법을 준수하는 시민의 의무
제9장 제국으로부터의 이송
제10장 서유럽으로부터의 이송
제11장 발칸 지역으로부터의 이송
제12장 중부 유럽으로부터의 이송
제13장 동부의 학살센터들
제14장 증거와 증언
제15장 판결, 항소, 처형
에필로그
후기
참고 문헌
찾아보기

## 내용
이 책은 재판소에 의해 다른 기자들과 함께 아렌트에게도 주어진 소송 서류에 주로 기반을 두고 있으며, LIFE지에 실린 윌리엄 자센과 아이히만의 인터뷰에도 기반을 두고 있다. 이 책의 독일어판 서문에서 아렌트는, 자신이 곳곳에서 제랄드 라이틀린저의 『최종 해결책(The Final Solution)』을 인용했으며, 나치 제3제국 유대인 정치의 묘사로서 가장 자세하고 신뢰도가 높은 출처를 갖고 있는 작품인, 라울 힐버그의 『유럽에 사는 유대인 섬멸』 또한 참조했다고 언급했다. 종종 아렌트는 재판에 참석했다. 아렌트의 저서에는 그녀가 법정에서 느낀 인상, 피고인의 이력, 또 강제 수용소로 유대인을 추방하는 전문가이자 행정적 대량 살인자로서 아이히만이 유태인들을 어떻게 몰아내었는가 하는 내용들이 포함되어 있다. 이 저서의 내용 중 반제회담에 대한 보고 이후에는, 중점 지역을 계속 바꾸면서 범죄 행위를 하였던 아이히만의 활동에 관련된 여타 지역들에 대한 보고가 각 장마다 뒤따르고 있다. 여기에서는 나치가 ‘제국’으로 간주했던 지역, 서유럽, 발칸 지역의 국가들, 남동부 중앙유럽(헝가리, 슬로바키아), 동유럽(아우슈비츠와 테레지엔슈타트에서 아이히만은 그곳의 마지막 책임자로서 중점적으로 범죄적 행위를 수행했다.)이 다루어진다. 에필로그에서는 국제적 집단 범죄자의 이러한 현대적 전형에 대한 아렌트의 성찰(“법을 따르는 시민의 의무에 대하여”), 판결에 대한 최종보고, 그리고 마지막으로 이 판결을 국제법의 발전으로 분류(“인류에 대한 범죄”)하는 일이 포함되었다. 아렌트는 가상의 판사의 발언으로 책을 끝맺는데, 그 발언 속에서 그녀는 다시 스스로를 성찰하여, 단순한 보고서 성격 이상의 글이 되도록 하였다. 그녀는 형식적으로는 의구심을 표했으나, 아이히만을 사형에 처하는 것을 호하는 이유를 대고, 이스라엘의 재판소가 사형이라는 판결을 내렸던 것을 정당화했다. 자세한 참고 문헌 목록이 부록 부분에 수록되었다.
아렌트는 아이히만을 비롯한 나치 당원들이 범한 범죄가 새로운 것임을 강조했으며, 이러한 새로움은 예루살렘의 재판소에게 특별한 과제를 부과하게 되었다. 점령된 국가들에서 박해가 어떤 수위로 이루어졌는지, 그것에 어떻게 사람들이 대응했는지에 대한 예시로 아렌트는 어떻게 주민들과 지역주민의 행정의 저항이 유대인들의 삶을 구했는지 서술했다(불가리아, 이태리, 덴마크에서 덴마크계 유대인이 주민들에 의해 구제되었다). 반면에, 예를 들어 프랑스의 적국에 대한 협력과 같이(1940-1944), 무조건적이고, 부분적으로는 앞장서서 한 협력은 나치의 유대인 학살을 용이하게 만들었다.
아이히만의 직무와 이에 대한 아렌트의 보고가 홀로코스트라는 큰 범주에 분류된다면, 이 책은 행정적인 대량학살에 대해 주로 보고하고, 동부 전선과 남쪽에서 큰 행정적 낭비 없이 특수작전집단(Einsatzgruppe)과 국방군에 의해 유대인들이 살해된 것에 대해서는 분량을 덜 할애했다. 이러한 살인의 규모는 1947년부터 48년에 걸쳐 서쪽에서 진행된 특수작전집단 소송 이후 알려졌지만, 증명하기란 어렵다. 오늘날에는 베를린에서 계획된 몰살에서 희생된 수와 거의 같은 만큼의 사람이 이러한 직접적 대량학살에서 희생되었다는 것이 알려졌다. 아이히만에 의해 조직된 학살은 그 실행 이전에 있었던 심의와 여러 지시, 계획, 편지교환이 보존되어 있었기 때문에, 단지 간접적으로만 증명될 수 있는 직접적 대량학살보다 더 많은 증거자료가 존재한다. 본질적으로 살인명령이었던 1941년 10월 10일에 공포된 “라이헨나우 명령”은 이 간접적 증명의 예시가 될 것이다. 아이히만의 영향권 하에 놓인 유대인들은 종종 며칠에 걸쳐서 유럽을 횡단하는 열차에 실렸다. 그들의 건강상태, 나이, 성별, 열차와 가스실의 현재 수용능력, 강제수용소의 수용정원초과와 같은 여러 요인에 따라 유대인들의 죽음의 시점마저도 행정적으로 정해졌다. 이러한 이유로 인해 아렌트는 아이히만을 “행정적 대량학살자”라고 명명했다.

## 영향
그녀의 책이 출판된 이후, 특히 “악의 평범성”의 개념과 관련된 격한 논쟁이 미국, 독일연방공화국, 그리고 이스라엘에서 이전보다 약해지긴 했으나 오늘날까지 지속되어 왔다. 이러한 논쟁에서 비롯된 아렌트에게 가해진 공격은 그녀에게 1933년에 독일에서의, 1941년에 유럽에서의 탈주에 필적할 만큼의 또 다른 전기적 전환기가 되었다. 수많은 유명인사와 친구들이 그녀와 거리를 두었다. 이러한 전환이 극단적이었다는 점 및 아이히만에 대한 책이 놓인 전체 상황을 이해하는 일은, 아이히만에 관한 그들의 편지와 그 이후의 많은 여러 텍스트 속의 문구들을 통해 가능한데, 특히 엘리자베스 용-부르엘(Elisabeth Young-Bruehl)과 율리아 슐체 베셀(Julia Schulze Wessel)의 글에서 두드러지게 나타난다.
아렌트는 1964년에 처음 미국에서 출판되고, 1969년에 새로 독일어로 개정, 출판된 에세이 『진실과 정치』에서 이러한 논쟁을 상세히 다루었다.
하이너 키퍼츠(Heinar Kipphardts)의 유작인 연극작품 『형제 아이히만』은 아렌트의 책에서 많은 문구를 인용했다. 레즐리에 카플란(Leslie Kaplan)의 소설 『열병(Fever)』에서 두 어린 살인자가 범행을 저지른 후에 그들이 양심의 가책을 느꼈을 때, 그들에게 아이히만은 롤모델적인 역할을 수행했다. 이러한 형상을 통해 카플란은 할아버지 세대와 손자 세대를 연결했다.

## 같이 보기
- 밀그램 실험
- 스탠퍼드 감옥 실험